# 四川客家話
四川客家話或四川客语，原称“廣東話”或土广东话，是指四川、重庆一带的客家语方言。操这种方言的人群一般被称为「土广东人」，他们祖先是清初湖广填四川时期从广东一带迁过去的。这种方言源于明清之际闽粤客家语，并受四川官话影响，能与土广东人祖籍所在处的现代闽粤客家语基本相通。土广东话尽管在四川地区分布较广（以成都市龙泉驿区一带分布最多），但是分布过于分散，长期处于弱势状态，特别是当代推普和社会交流频繁的背景下，其逐渐萎缩，並被當地的西南官話同化。在四川省，土广东话的使用人口约70万。